# Macaranga gigantea
Macaranga gigantea é uma espécie de planta da família Euphorbiaceae. Pode ser encontrada na Tailândia e Malásia peninsular, Sumatra, Bornéu e Sulawesi.